# Una rete di bugie
Una rete di bugie (A Case of You) è un film del 2013 diretto da Kat Coiro, con protagonisti Justin Long ed Evan Rachel Wood.

## Trama
Sam è un giovane scrittore in cerca di ispirazione che scrive su commissione romanzi tratti da film di successo. È innamorato di Birdie, la ragazza che serve al bar dove va ogni mattina, e che gli fa da musa per il nuovo romanzo che cerca di scrivere, un romanzo che vuole sia, diversamente dal solito, del tutto inedito. Ogni mattina cerca di attaccare bottone con la ragazza con scarsi risultati, fino a quando, una mattina, riesce a trovare il coraggio per presentarsi.
Sfortunatamente, quando il giorno dopo arriva come di consueto al bar, apprende dal nuovo barista che Birdie è stata licenziata per i frequenti ritardi. Sconsolato accetta il consiglio che proprio quest'ultimo gli dà: cercarla su Facebook. Sam a questo punto vorrebbe scriverle un messaggio, ma l'insicurezza lo frena, e travisando le parole del suo migliore amico, decide di diventare l'uomo dei suoi sogni basandosi proprio sulle informazioni scritte da lei sul social network. Per i giorni successivi inizia a prendere lezioni di chitarra, cucina francese, legge i libri preferiti di lei e ascolta la musica che lei ama.
Quando decide che è giunto il momento di fare il primo passo, si fa trovare casualmente ad uno spettacolo teatrale dove sapeva di trovarla. L'inganno riesce e Birdie, entusiasta di tutte le cose che ha in comune con Sam accetta un invito a cena. I due iniziano a frequentarsi, ed ogni sera il ragazzo scrive un pezzo del nuovo libro, basandosi sulla relazione, fino a quando, una sera, Birdie gli dichiara di essersi innamorata di lui. Sam reagisce freddamente e si rende conto che in realtà lei non ama il vero lui, ma il ragazzo che lui stesso ha creato per farla innamorare. Frustrato dalla situazione, continua però ad attenersi al "piano", intrappolato dalla sua rete di bugie.
Nel frattempo invia il manoscritto in corso al suo agente, che lo apprezza e fissa un appuntamento con l'editore. La sera stessa Birdie organizza una sorpresa: un picnic in una mostra privata di Andrew Wyeth un pittore che lei crede entrambi amino. A quel punto Sam si sfoga, dicendole che lei è troppo concentrata su sé stessa e che non vuole realmente conoscerlo per ciò che è. I due litigano, tornando a casa in lacrime e Sam conclude il romanzo. Quando si presenta all'incontro con gli editori ascolta i due discutere sul romanzo, che gli danno, inconsciamente, una visione diversa della storia: il protagonista è, secondo loro, un debole allo sbaraglio che non riesce a vivere sinceramente le proprie relazioni per la troppa paura e che finirà per rimanere da solo. Sam si rende allora conto di amare Birdie, e di non volerla perdere. Va ad una gara di ballo dove lei gareggia, in cui davanti a tutti le dice la verità sul loro incontro e che la ama; Lei gli confida di essersi subito accorta del suo piano e di aver volutamente aggiunto degli "interessi" strani, per metterlo alla prova. I due si riappacificano e decidono di volersi conoscere davvero, cominciando da quel momento. Il film si conclude mentre ballano insieme un lento.

## Colonna sonora
- Yellow Ostrich — Marathon Runner
- Codeine Velvet Club — Midnight Love Song
- Spin Doctors — Two Princess
- Joan Baez — Diamonds and Rusts
- Zambri — Places
- The Tender Box — Mister Sister
- Fitz & The Tantrums — L.O.V.
- Charlotte Kendrick — Feels Right
- The Carter Family — The Storms Are On The Ocean
- Lord Huron — She Lit a Fire
- Black Mountain — Stay Free
- Joe Purdy — Outlaws
- The Morning Benders — Excuses
- Johnny Mathis — It's Not For Me To Say

## Promozione
Il primo trailer viene diffuso online il 25 settembre 2013.

## Distribuzione
Il film viene presentato in anteprima mondiale al Tribeca Film Festival il 21 aprile 2013.
La pellicola è stata distribuita nelle sale cinematografiche statunitensi a partire dal 6 novembre 2013.

### Edizione italiana
L'edizione italiana della pellicola è a cura dello Studio Emme S.p.A.. La direzione del doppiaggio è stata affidata a Silvia Pepitoni, assistita da Simona Cameracanna, mentre i dialoghi sono di Elettra Caporello; i fonici di doppiaggio e di missaggio sono rispettivamente Maurizio Solofra e Fabio Tosti.

## Critica
Il film ha riscontrato un mediocre consenso di pubblico e critica con un punteggio di 5,6/10 su Internet Movie Database e 4,4/10 su Rotten Tomatoes con il 40% di gradimento.